# Gürtel Nightwalk
Der Gürtel Nightwalk ist eine seit 1998 alljährlich stattfindende Kulturveranstaltung in Lokalen in den Stadtbahnbögen zwischen der Alser Straße und der Thaliastraße am Gürtel in Wien.

## Geschichte
Ins Leben gerufen wurde der Gürtel Nightwalk, um die sich in den Stadtbahnbögen etablierende neue Beisl-Szene zu stärken und den Gürtel mit seinem negativen Image als Bordellmeile auch als Freizeitmeile bekannt zu machen.
Erstmals wurde der Gürtel-Nightwalk im Jahr 1998 von den Gemeinderäten Christian Oxonitsch, Kurt Stürzenbecher und Heinz Vettermann organisiert und am 22. August des gleichen Jahres veranstaltet. Im Jahr 2001 trat die Gemeinderätin Nurten Yilmaz an die Stelle von Christian Oxonitsch.
Die seither alljährlich Ende August stattfindende Veranstaltung begann zunächst mit drei Lokalen und ebenso vielen Open-Air-Bühnen. Im Bis zum Jahr 2011 weitete sich die Beteiligung auf 16 Lokale und fünf Open-Air-Bühnen aus. Im Jahr 2004 wurde auch das Dach der neu erbauten Hauptbücherei Wien am Urban-Loritz-Platz in den Gürtel-Nightwalk miteinbezogen, wo seitdem auch immer die Veranstaltung eröffnet wird.
Im Jahr 2010 wurde erstmals das „Gürteltier“ als Maskottchen präsentiert. Gestaltet wurde die weiße Symbolfigur vom Künstler Tomtschek.

## Programm
Das Programm der während der Abend- und Nachtstunden stattfindenden Veranstaltung bietet vor allem ein Musikprogramm, welches sich auf Vertreter der heimischen Musikszene, wie etwa 3 Feet Smaller, Joyce Muniz, Kommando Elefant, Marilies Jagsch und Band und Zeronic stützt. Aus Anlass des 100. Frauentages wurde 2011 der von Valie Export gestaltete und in einem der Stadtbahnbögen befindliche Kubus Export von Magistratsabteilung 57 – Frauenförderung und Koordinierung von Frauenangelegenheiten der Stadt Wien mit einem weiblichen DJ-Line-Up bespielt. Das St. Balbach Volxkino zeigt Filme und die von den Initiatoren abgehaltene Lesung besitzt bereits Tradition.

## Besucher
Die Veranstaltungen der Jahre 1998 bis 2007 besuchten etwa 250.000 Gäste. Den Gürtel Nightwalk des Jahres 2009 besuchten wegen der ungünstigen Witterungsverhältnisse rund 15.000 Interessierte.